# Ducati Panigale V4
La Ducati Panigale V4 è una motocicletta sportiva prodotta dall'azienda italiana Ducati a partire dal 2018. Dotata di un motore a quattro cilindri a V di 90° Desmodromico da 1103 cc derivato direttamente dall'esperienza maturata con la Desmosedici MotoGP, ha rappresentato una rivoluzione rispetto alla precedente Panigale 1299 a due cilindri. Le nuove soluzioni tecniche, oltre che il design, hanno reso il modello un vero punto di riferimento per l'intero settore motoristico tra le superbike.

## Sviluppo
Per Ducati, storicamente legata ai bicilindrici a L, la Panigale V4 rappresenta la prima moto stradale di grande produzione con un motore V4, fatta eccezione per un breve esperimento con la V4 Desmosedici RR stradali nel 2007-2008 e i prototipi da competizione. Lo sviluppo iniziale della Panigale V4 è iniziato con il motore, derivato da quello utilizzato in MotoGP nel 2015 ma riprogettato per combinare le caratteristiche di spinta con la resistenza e l'elasticità di guida necessaria per l'uso stradale. Questo ha rappresentato una sfida per l'azienda di Borgo Panigale, soprattutto per mantenere l'albero motore controrotante originale della MotoGP, con però intervalli di manutenzione di almeno 24000 km come solitamente previsti sulle motociclette di serie. Inizialmente Ducati intendeva mantenere anche il telaio della MotoGP, ma in seguito ne è stato adottato uno completamente progettato da zero per contenere il peso e dare più stabilità nell'uso stradale.

## Design
Lanciata ufficialmente al salone di EICMA 2017, la Panigale V4 rappresenta per il marchio Bolognese l'apice della sua produzione di serie. Il design è stato affidato ad Andrea Ferraresi che riprende e rinfresca la linea della precedente Panigale 1299. Pensata per essere al tempo stesso oggetto di culto e di moda, è punto di riferimento tecnologico nel settore delle supersportive (soprattutto in ottica del mondiale SBK) ed è stata sin da subito osannata dalla critica e dagli appassionati, facendola incoronare "moto dell'anno" da molte riviste di settore.

### Meccanica e ciclisitica
Il motore Desmodromico V4 di 90° da 1103 cc della Panigale V4 una potenza di oltre 214 CV a 13000 giri/min e una coppia massima di oltre 120 N⋅m da 8 750 a 12250 giri/min. A differenza dei modelli precedenti dove era l'elemento principale del telaio, qui il motore è circondato da un telaio perimetrale in alluminio più convenzionale, e ruotato più indietro, in modo che il perno del forcellone sia accoppiato ai cilindri posteriori, piuttosto che più in basso vicino all'albero motore. A differenza della maggior parte delle moto stradali e delle precedenti Panigale, il motore della Panigale V4 ruota nella direzione opposta alle ruote, contrastando l'effetto giroscopico e quindi diminuendo la forza necessaria per modificare l'inclinazione della moto.

### Elettronica, freni e sospensioni
L'elettronica della Panigale V4 include un sistema di controllo dell'impennata derivato dalla 1299 Superleggera, insieme al controllo della trazione DTC (Ducati Traction Control), lo slide control e un ABS Cornering Bosch EVO progettato per le curve ad alta velocità. Ducati e Brembo hanno progettato pinze dei freni di 70 g (2,5 oz) più leggere rispetto alle 1299. Le sospensioni anteriori sono una forcella Showa Big Piston Fork con steli da 43 mm completamente regolabile, mentre dietro troviamo un mono Sachs anche questo regolabile. A completare la dotazione c'è un ammortizzatore di sterzo sempre della Sachs.

## Varianti

### Panigale V4 S
La Panigale V4 S è una versione più orientata alle prestazioni della base V4. Ha  sospensione Öhlins regolabili elettronicamente sia in automatico con modalità sport, corsa o strada tipiche delle moto stradali, sia completamente personalizzabili a seconda dello stile di guida del pilota. Ha anche una batteria al litio leggera e cerchi in magnesio forgiato, che riducono il peso complessivo della moto di 20 kg.

### Panigale V4 Speciale
La Panigale V4 Speciale è pensata per un uso esclusivo in pista: comprende tutte le aggiunte del modello S con in più pedane regolabili, la sella in Alcantara, vari componenti in carbonio, un nuovo sistema di raccolta ed analisi dei dati digitali, tappo del carburante da gara ed uno scarico completo in titanio realizzato da Akrapovič.

### Panigale V4 R
È la versione pensata per l'omologazione al WSBK. Rispetto alla versione standard, il motore da 1103 cc è sostituito con un 998 cc derivato dalla MotoGP in grado di erogare 221 CV a 15.250 giri al minuto e pensato per rispettare il regolamento del mondiale Superbike 2018. Anche la ciclistica e l'elettronica hanno subito un aggiornamento, così come la strumentazione.